# Nikolskoe

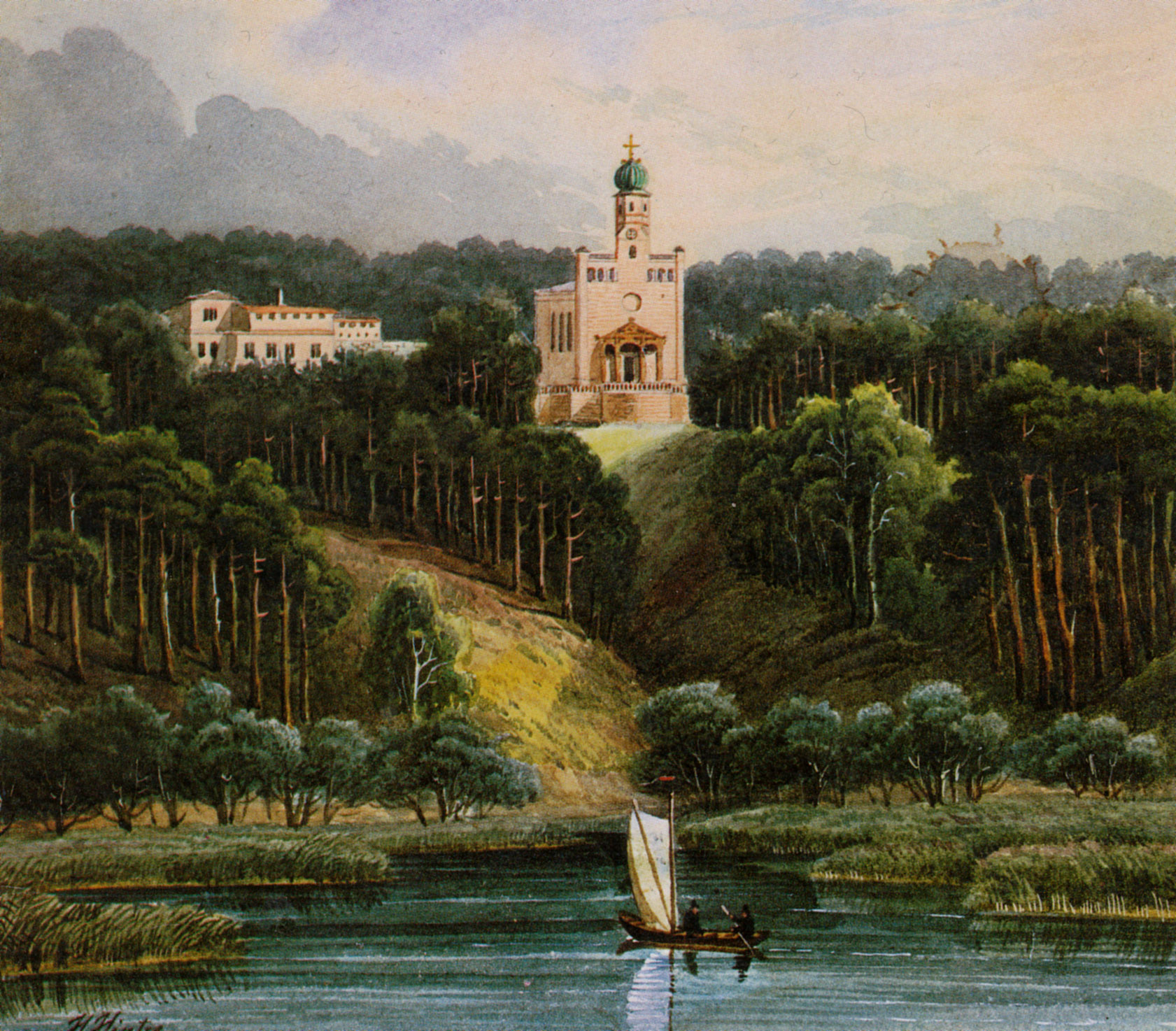
Die früheste Ansicht Nikolskoes nach Bau von Kirche und Freischule
(Aquarell, Johann Heinrich Hintze, April 1837)

Nikolskoe (russisch: Никольское/Nikolskoje, gelegentlich auch falsch als Nikolskö ausgesprochen) ist eine Ortslage im Berliner Ortsteil Wannsee des Bezirks Steglitz-Zehlendorf. Sie liegt an der unteren Havel im Düppeler Forst nördlich der Königstraße zwischen dem Park Klein-Glienicke und der Pfaueninsel. Nikolskoe ist ein Ensemble aus vier – sämtlich denkmalgeschützten – baulichen Anlagen: dem namensgebenden Blockhaus mit Nebengebäude, der evangelischen Kirche St. Peter und Paul auf Nikolskoe, der ehemaligen königlichen Freischule und dem Friedhof der Pfaueninsel. Der umgebende Wald ist ein eingetragenes Gartendenkmal.
Der Ort war die Dependance der Pfaueninsel, die seit Ende des 18. Jahrhunderts neben Paretz der Lieblings-Sommersitz König Friedrich Wilhelms III. war. Seit dem 1. Januar 1991 sind Nikolskoe und der es umgebende Wald zwischen dem Forsthaus/Gasthaus Moorlake und der Pfaueninsel-Fährstelle Teil des UNESCO-Welterbes „Schlösser und Gärten von Potsdam und Berlin“ und seit 1992 Bestandteil des EU-Vogelschutzgebiets Westlicher Düppeler Forst.

## Blockhaus Nikolskoe

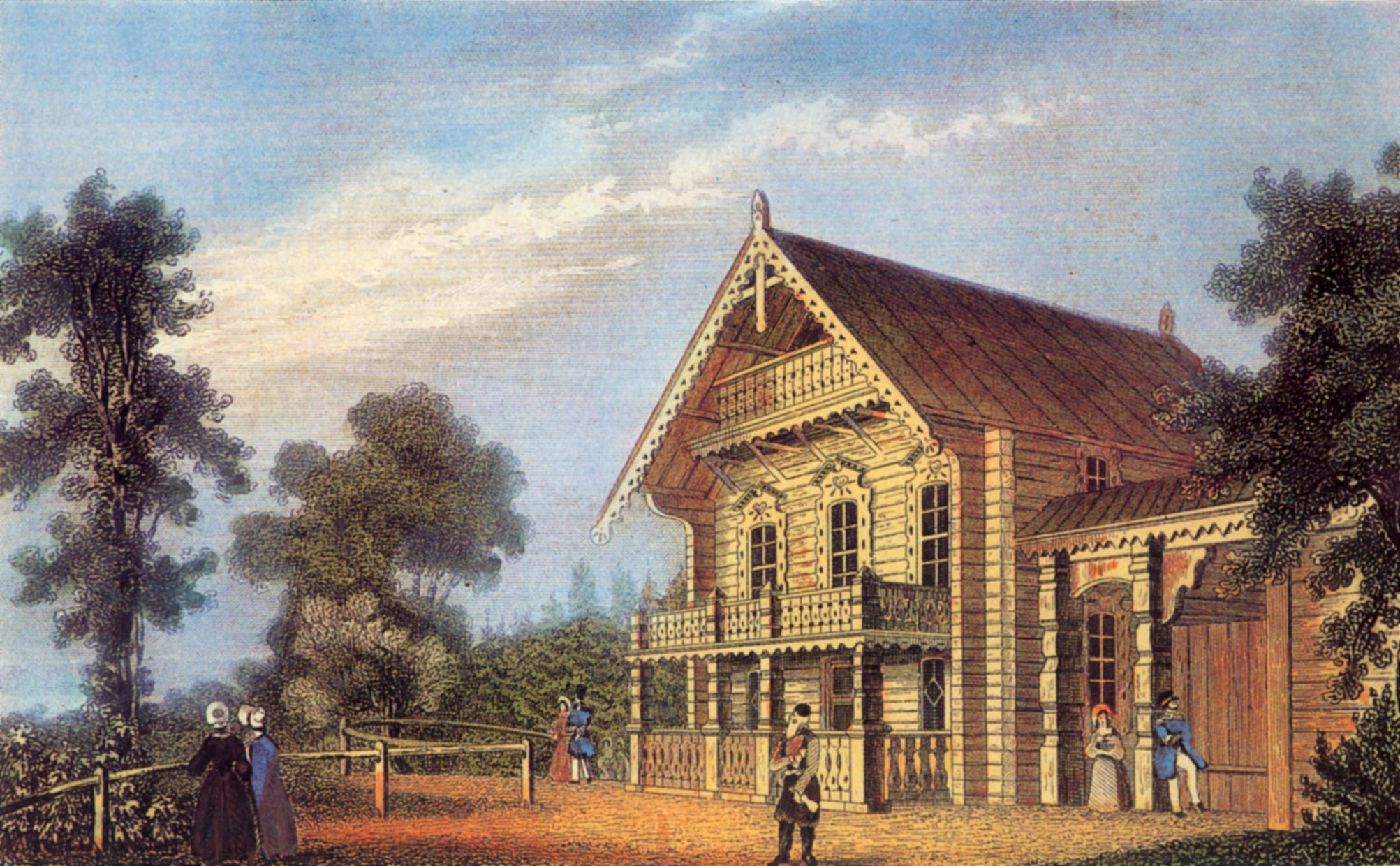
Das Blockhaus, 1832
(kolorierter Stahlstich nach W. Loeillot)

Im Jahr 1817 hatte die älteste Tochter Friedrich Wilhelms III, Charlotte von Preußen, den drittältesten Zarensohn Großfürst Nikolai geheiratet. Dies war die für die Hohenzollern bedeutendste dynastische Verbindung der Kindergeneration des Königs. Bei einem Besuch in Pawlowsk hatte der König 1818 von der Begeisterung seiner Tochter für ein von Carlo Rossi erbautes „Russisches Haus“ erfahren und sich entsprechende Baupläne mitgeben lassen.
Im Jahr 1819 ließ er nahe der Pfaueninsel ein entsprechendes russisches Blockhaus zu Ehren der Tochter und seines Schwiegersohns erbauen, das er diesem mit der Namensgebung (Nikolskoe = dem Nikolai gehörig) gewissermaßen schenkte. Vor dem Bau der Kolonie Alexandrowka bei Potsdam war Nikolskoe das wichtigste Zeugnis der Russlandverehrung in Preußen.
Der Bau erfolgte 1819/1820 durch Soldaten des Garde-Pionier-Bataillons unter Leitung des Hauptmanns Adolf Snethlage nach modifizierten Plänen Rossis. Es handelt sich – im Gegensatz zur Alexandrowka – um ein regelrechtes Blockhaus, also einen aus massiven Rundhölzern konstruierten Bau.

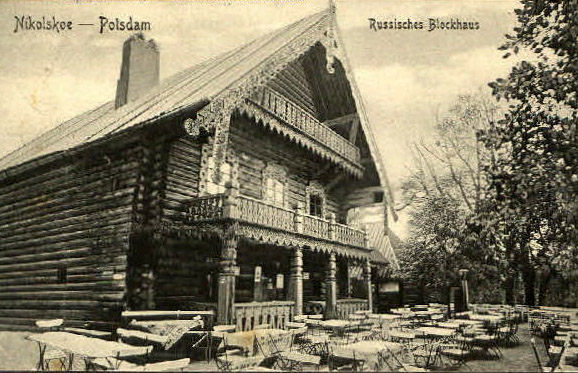
Blockhaus Nikolskoe als Gaststätte
(Bildpostkarte um 1900)

Das Innere enthielt im Obergeschoss ein königliches „Theezimmer“ als bedeutendste Räumlichkeit. Sonst lagen im Inneren Dienstwohnungen, unten für die Matrosen der Schiffe an der Pfaueninsel und oben für den Aufseher, den Leibkutscher Iwan Bockow. Der Bau als künstliches Bauernhaus steht in der Tradition des späten 18. Jahrhunderts, bei der für eine zivilisatorisch hochstehende Gesellschaft das scheinbar ursprüngliche und natürliche Landleben als spielerisches Gegenwelt gefeiert wurde, wie dies Marie-Antoinette mit ihrem „Hameau“ (Weiler) bei Versailles-Trianon.

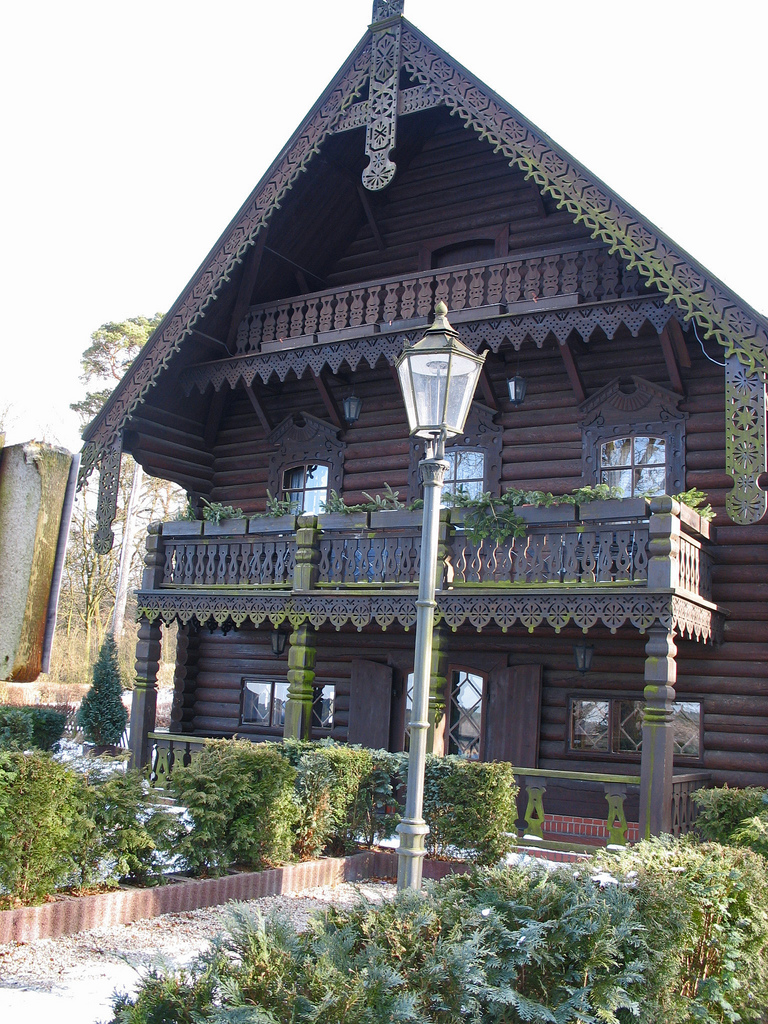
Das Blockhaus als Ausflugslokal heute

Der Bau war für die Berliner, die an Öffnungstagen zu Tausenden auf die Pfaueninsel strömten, als „Russisches Haus“ eine bekannte Sehenswürdigkeit. Zum Vorreiter der Gaststättenlandschaft der Umgebung wurde es durch  Bockow, der sich über das Schankverbot des Königs hinwegsetzte und in hartem russischen Akzent die damals sprichwörtlichen „beleckten“ und „unbeleckten“ Brote feilbot. (Weiteres siehe Hauptartikel Blockhaus Nikolskoe)
Nach dem Tod König Friedrich Wilhelms III. im Jahr 1840 wurde die Pfaueninsel nur noch gelegentlich von der königlichen Familie genutzt und wurde – trotz der Verlegung der Menagerie nach Berlin 1844 – weiter zu einem Ausflugsziel der Berliner. Das Blockhaus entwickelte sich nun zu einer professionellen Ausflugsgaststätte, die so erfolgreich wurde, dass sie nach dem Mauerbau zum touristischen Pflichtprogramm West-Berlins avancierte.
Das nach dem Ersten Weltkrieg in Staatsbesitz übergegangene Blockhaus wurde 1984 durch einen Brandanschlag zerstört, wobei ein Toter zu beklagen war. Dach und Giebel waren vollständig verbrannt. Ab 1985 wurde das Haus originalgetreu wiederaufgebaut und dient seither wieder als Gaststätte.

## Evangelische Kirche St. Peter und Paul

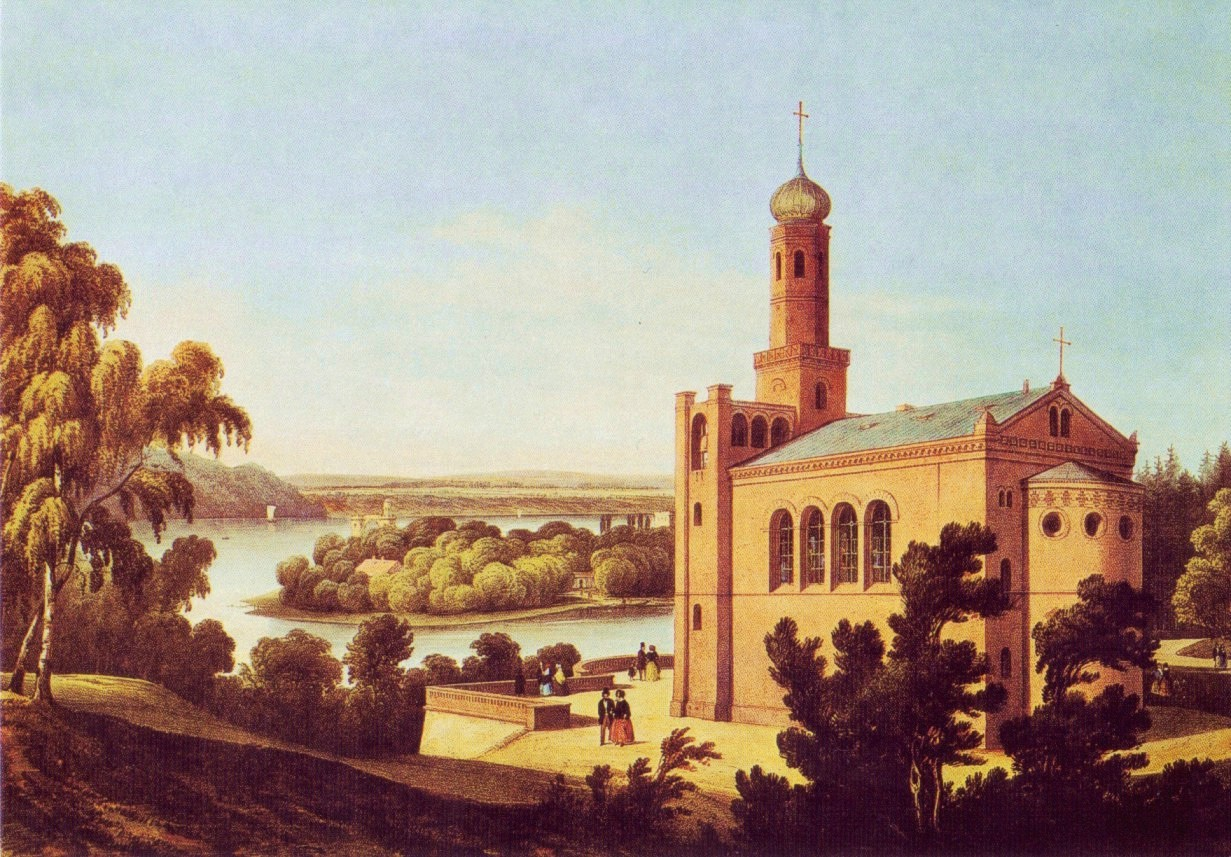
Die Kirche St. Peter und Paul auf Nikolskoe
(Lithografie von Xaver Sandmann um 1850)

Der Überlieferung zufolge wünschte sich des Königs Tochter Charlotte (seit 1825: Zarin Alexandra Feodorowna) anlässlich eines Besuchs 1819 Glockenklang oberhalb der Pfaueninsel. Da die Bewohner der Insel weder Kirche noch Schule in ihrer Nähe besaßen, ließ der König per Kabinettsorder vom 22. Mai 1832 den Bedarf an solchen Bauten für die Insel und Klein-Glienicke ermitteln, damit die Bauten auf Staatskosten erfolgen konnten.
In der Folge wurde zur Legitimierung eines Kirchbaus mitten im Wald ein Kirchspiel aus der Pfaueninsel und den Dörfern Klein Glienicke und Sacrow geplant. Für die Orte lag die geplante Kirche etwa auf halber Wegstrecke. Geplant war es Stolpe in dieses Kirchspiel einzubeziehen, das noch eine eigene, wenn auch stark erneuerungsbedürftige Kirche besaß. Klein-Glienicke war in der Potsdamer Nikolaigemeinde eingepfarrt, Sacrows Kirche war 1822 wegen Baufälligkeit abgerissen worden und das Dorf nach Fahrland eingepfarrt worden. Beide Dörfer hatten großes Interesse an einem näher gelegenen Gotteshaus. Doch der Sacrower Patronatsherr, der Bankier Magnus, verhinderte die Einbeziehung seines Dorfes.

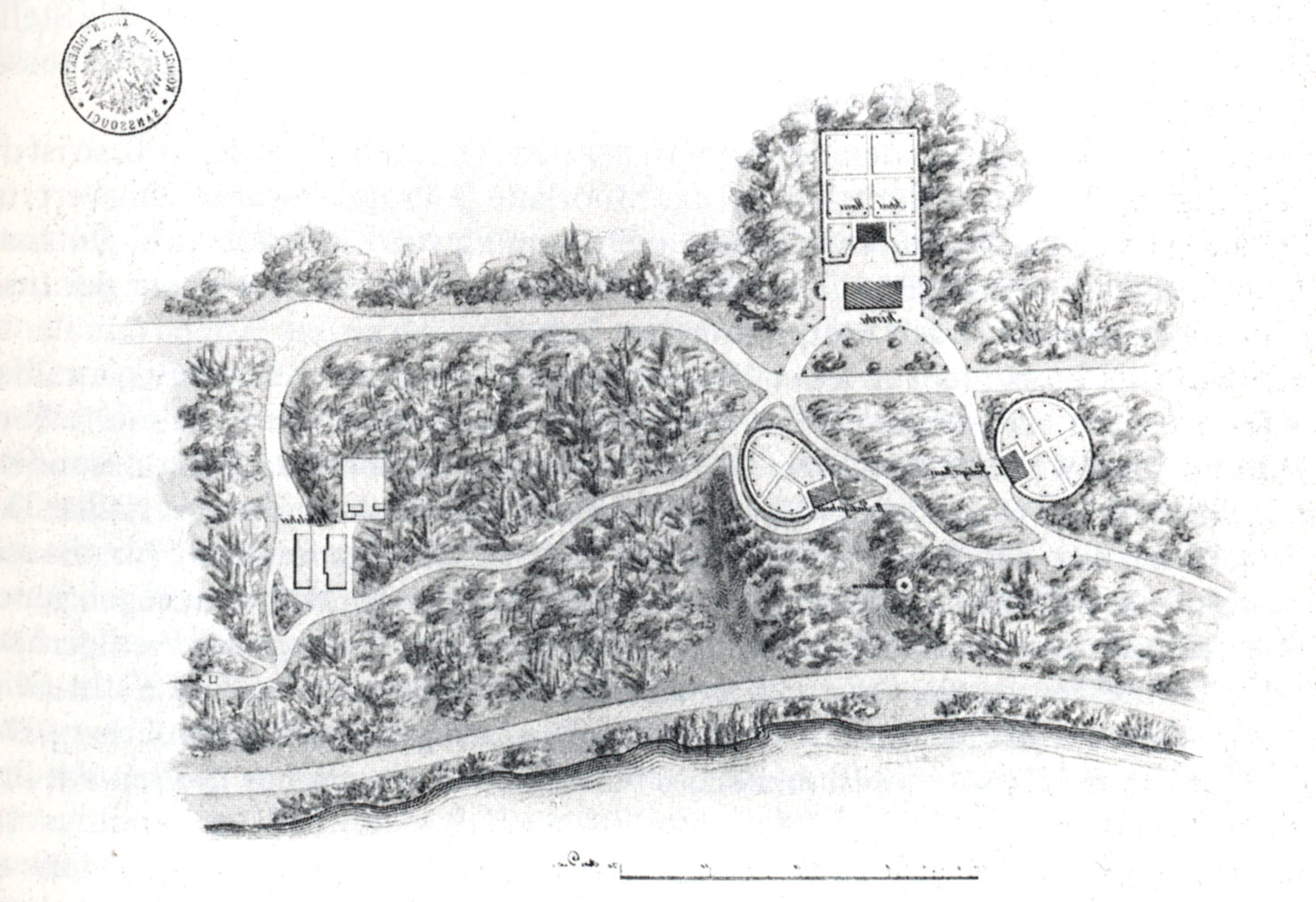
Erste Lageskizze zu den Bauten bei/auf Nikolskoe, Gustav Kloeber nach Lenné 1832/1833

Am 19. Juni 1837 wurde Nikolskoe eigenständige Pfarrgemeinde für die Bewohner der Pfaueninsel, von Klein-Glienicke und Stolpe. Die Gemeinde erhielt den Namen Parochie Kleinglienicke. Sie besaß neben der neuen Kirche die alte baufällige Kirche in Stolpe und neben dem neuen Nikolskoer Friedhof auch die beiden alten Dorfkirchhöfe.
Ab 1833 erfolgten erste Planungen, die aber nur fragmentarisch überliefert sind. Die wesentlichen Entwürfe lieferte Friedrich August Stüler, aus denen der König einen Entwurf mit nur einem Turm wählte (es gab offenbar Alternativpläne mit fünf Kuppeln). Der Kronprinz entwarf seiner Neigung entsprechend eine vielgestaltige Baugruppe mit Schul- und Pfarrhaus. Dies wurde aber nach Auseinandersetzung mit der Gemeinde verworfen.
Für den Bauplatz hatte Stüler zu bedenken gegeben, er möge nicht zu nahe am Blockhaus stehen, um die Kirche in ihrer Monumentalität nicht zu beeinträchtigen und sie solle nicht auf der Höhe stehen, sondern etwas darunter positioniert werden, damit sie in der Fernsicht ganz vom Laubgrün umfangen sei. Der König legte dann von einem Boot aus (unter Hilfe von Fahnenträgern auf der Höhe) höchstpersönlich den Bauplatz fest.

### Bauplanung

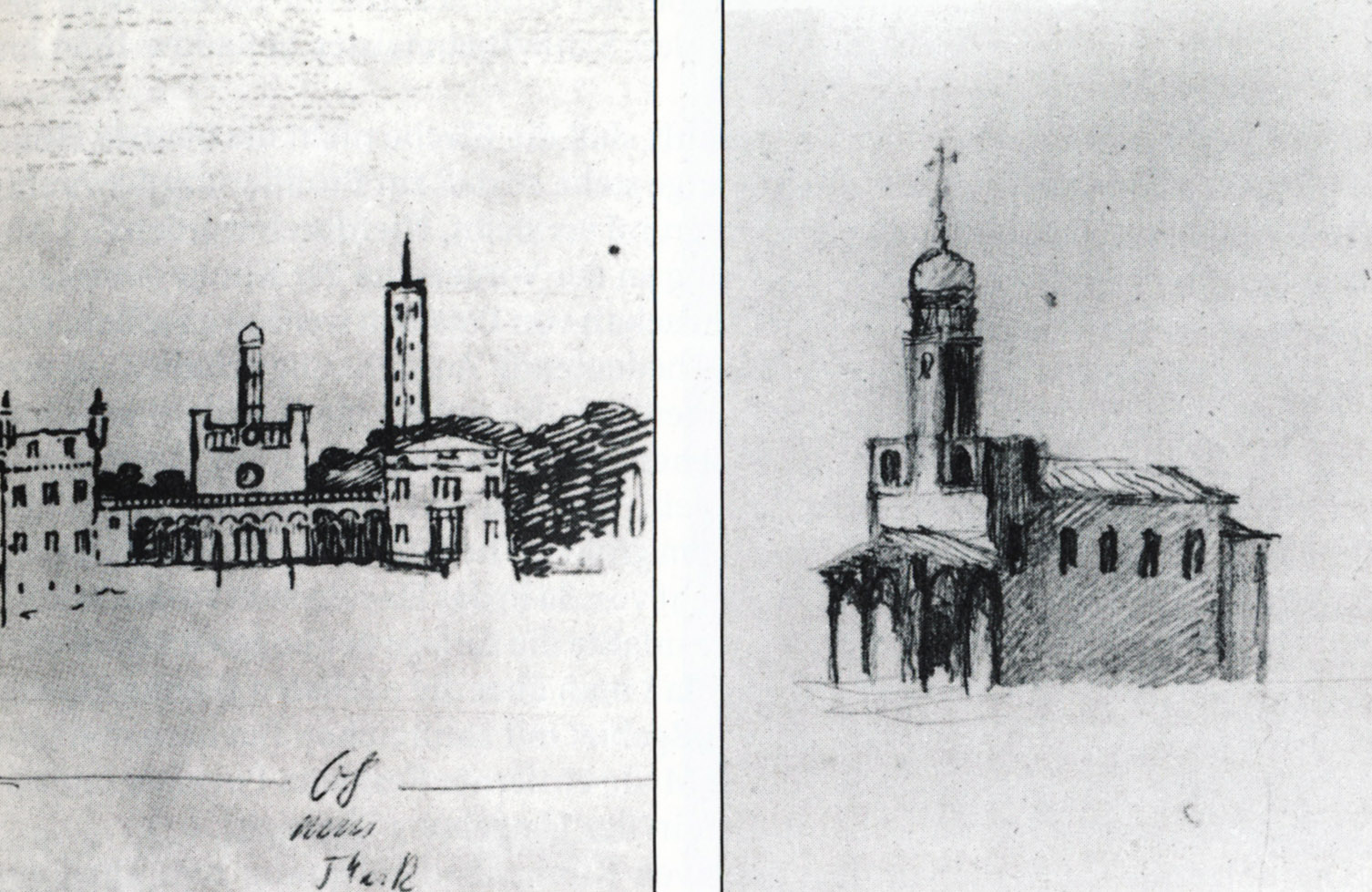
Skizzen des Kronprinzen Friedrich Wilhelm IV.

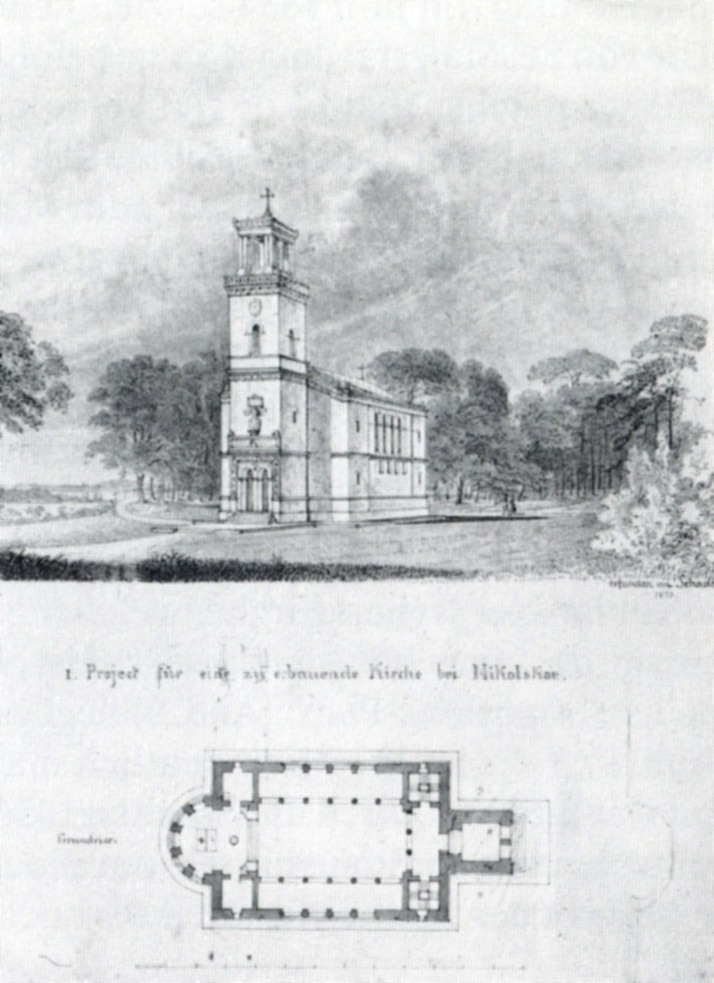
Erster Entwurf zum Kirchbau von Albert Dietrich Schadow, 1833

Der Kirchenentwurf orientierte sich im Wesentlichen an Schinkels Vorbild-Entwurf zu einer protestantischen „Normalkirche“ mit Turm (1827), also einem rechteckigen Saalbau mit halbrunder Apsis. Der Kronprinz und Schinkel lieferten Gedankenskizzen zu dem riegelartigen Eingangsbau mit Turm.
Das Innere ist der einzig unverändert erhaltene Kirchenraum der Schinkelzeit auf Berliner Gebiet. Obwohl nicht von Schinkel entworfen, ist sie denkmalpflegerisch von großer Bedeutung. Sie vermittelt den Raumeindruck, den die zahlreichen Kirchenneubauten Schinkels (beispielsweise Nazarethkirche, St. Paul, St. Johannis, St. Elisabeth) vor der Kriegszerstörung hatten.
Es handelt sich um einen hellroten Sichtziegelbau unter flachem Zink-Satteldach, der dem Gelände entsprechend in Nord-Süd-Richtung errichtet wurde. Die Eingangsseite besitzt einen Riegelbau mit Schallarkaden für Glocken und einem oktogonalen Turm, dessen Zwiebelkuppel einen stilistisch „russischen“ Akzent setzen sollte, diese akzentsetzende Funktion hatte die Form des hölzernen Eingangsbaldachins.

### Ausführung und Einweihung
Die Ausführung des Baus wurde Albert Dietrich Schadow übertragen, der ihn 1834 begann. Die Planungen aber zogen sich in den Details noch bis 1836 hin.
Der Bau und die umgebenden Anlagen wurden termingerecht zum 1. August 1837 fertiggestellt. Der König bestimmte für die Einweihung den Sonntag am 13. August 1837, dabei richtete sich der Termin nach des Königs Reiseplan, der Rückkehr von der Kur in Teplitz. Der König beauftragte Superintendent Daniel Amadeus Neander, der seit 1830 den Ehrentitel „Bischof“ trug, an diesem Tag die Weihe vorzunehmen, was wiederum einen hohen Stellenwert ausdrücken sollte.
Zum ersten Pfarrer der Gemeinde wurde Julius Fintelmann – Spross der alteingesessenen Gärtnerfamilie, die auf der Pfaueninsel umfängliche Spuren hinterlassen hat – bestimmt, der bereits zum 31. März 1837 das neue Pfarrhaus im Dorf Klein-Glienicke bezog.

### Ausstattung der Kirche

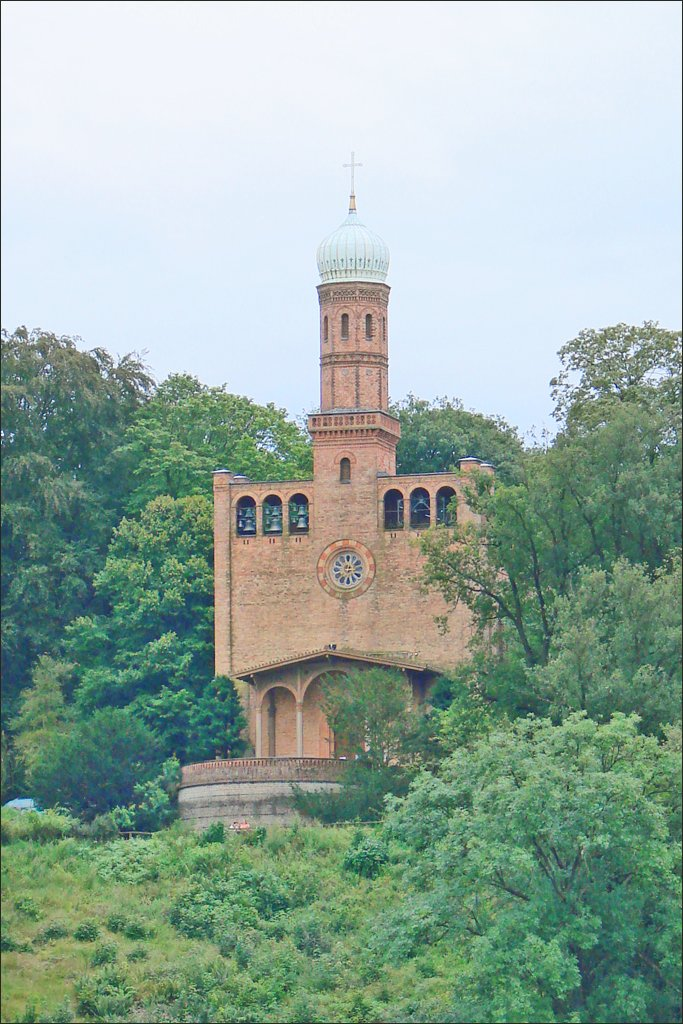
St. Peter und Paul von der Havel aus

Die liturgische Ausstattung der Kirche ist noch einheitlich aus der Bauzeit erhalten. Auf dem hölzernen Altartisch stehen ein Alabaster-Kruzifix und zwei Leuchterengel, davor der schlichte Taufstein. Die beiden großen Kandelaber seitlich des Altars stammen aus der Gruft Prinz Carls unter der Kirche, wie der Christuskopf-Tondo nach Thorvaldsen. Die vier Silberleuchter sind die Stiftung einer ostpreußischen Flüchtlingsfamilie des Jahres 1945.
Die ungewöhnlich scheinende Höhe der Kanzel erklärt sich durch die nicht besonders ausgezeichnete Loge der Königsfamilie auf der Empore. An der Kanzel befinden sich zwei Mosaiktondi mit den Bildnissen der Titelheiligen. Diese Mosaikbilder waren ein Geschenk von Papst Clemens XIII. an Friedrich den Großen und hingen in der Bildergalerie Sanssouci, bevor Friedrich Wilhelm III. sie der neuen Kirche überwies. Das dritte Bild schuf der Lehrer und Küster Fischer in den 1850er Jahren. Es handelt sich um einen Christuskopf nach Guido Reni.
Eine der spätesten Ausstattungen erfuhr die Kirche 1884 durch eine testamentarische Verfügung der Prinzessin Marie. Sie hatte zwei Kopien von Statuetten des Nürnberger Sebaldusgrabes in Auftrag gegeben. Es handelte sich um die Figuren von St. Peter und St. Paul in der Form, die Peter Kaufmann 1821 nach dem Sebaldusgrab für die Schranken von Schinkels Berliner Dom modelliert hatte. Sie befinden sich heute in zwei Nischen am Altar.

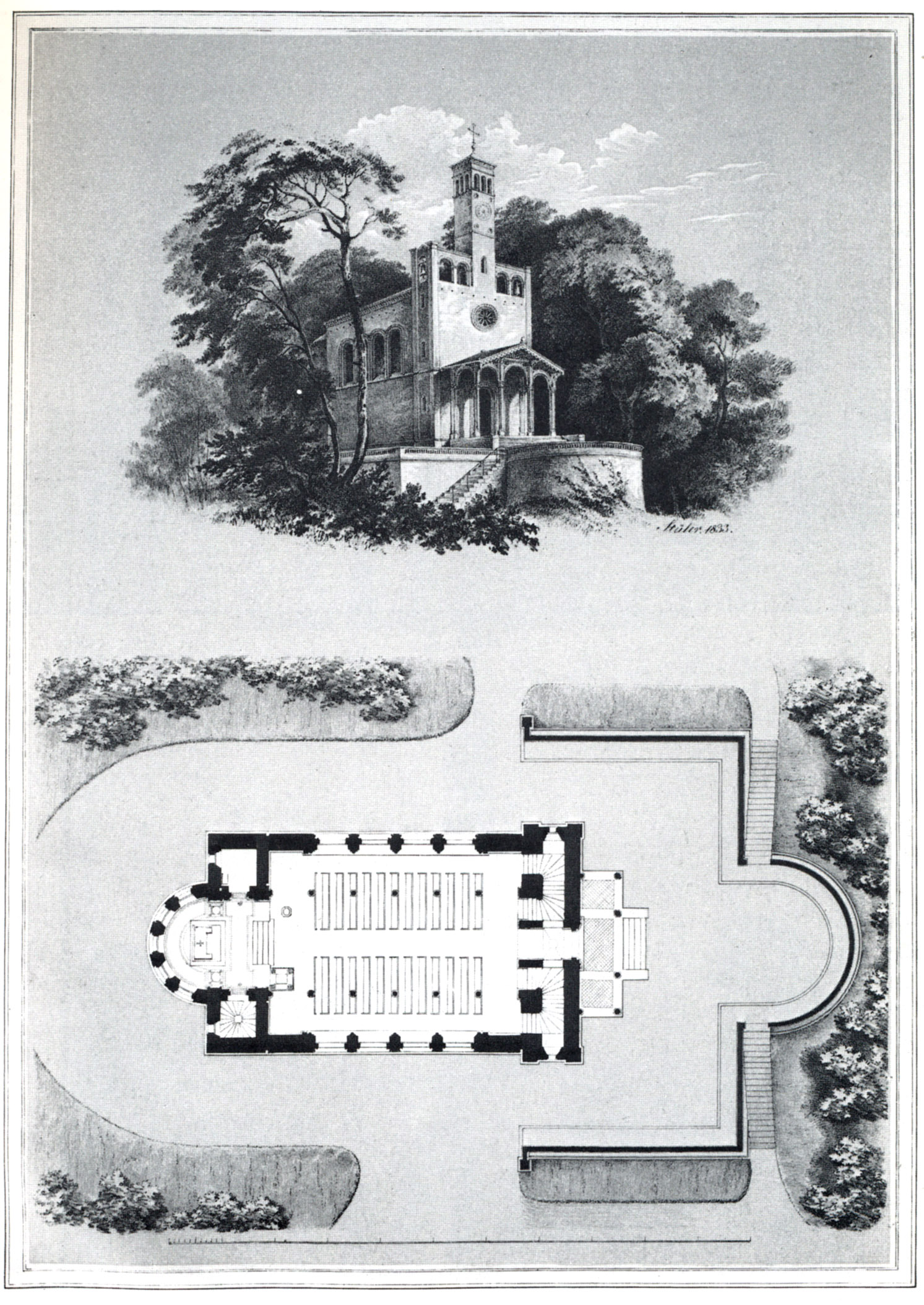
Ansicht ohne Zwiebelturm, Veröffentlichung: Architektonisches Album, 1839
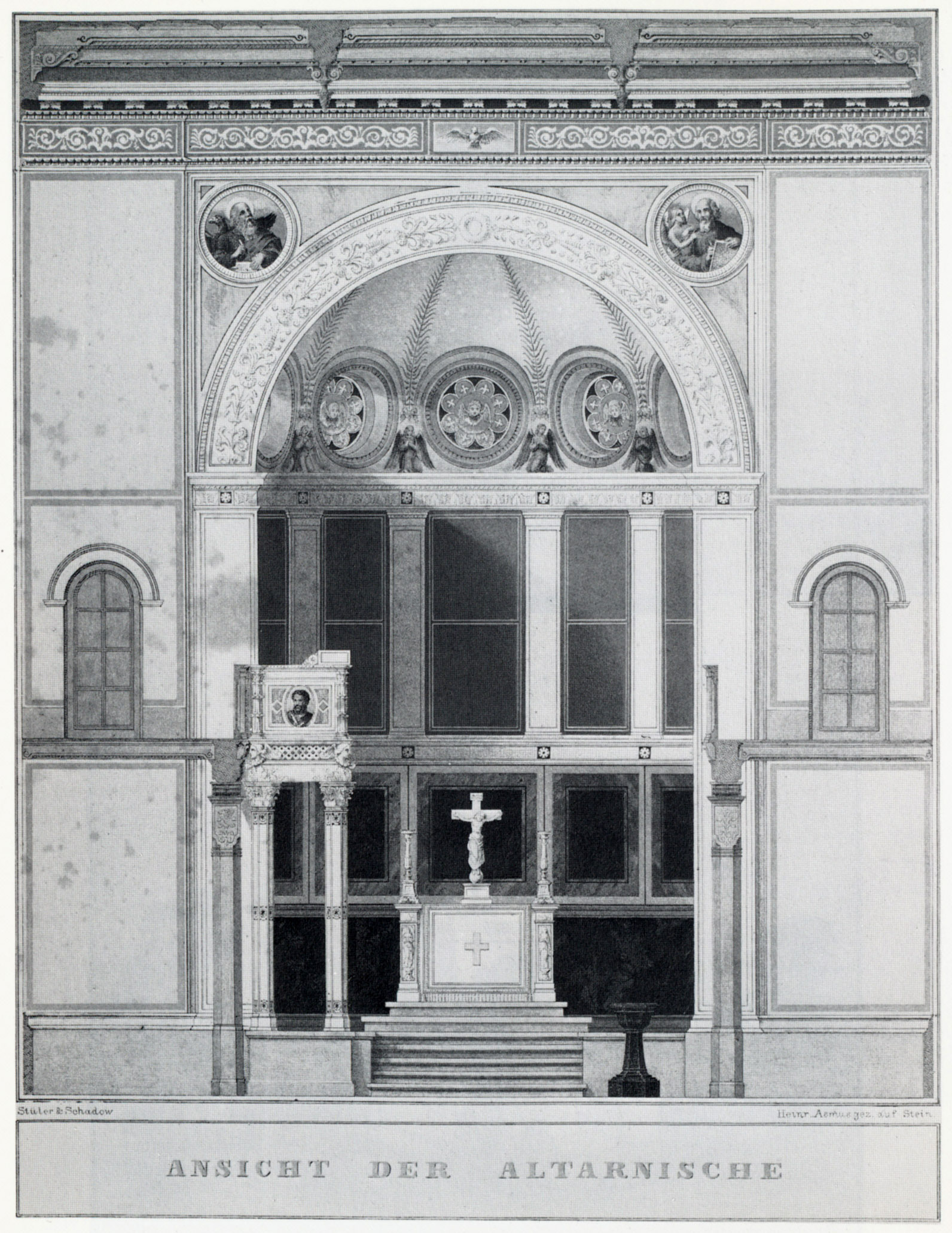
Apsis, Veröffentlichung: Architektonisches Album, 1839
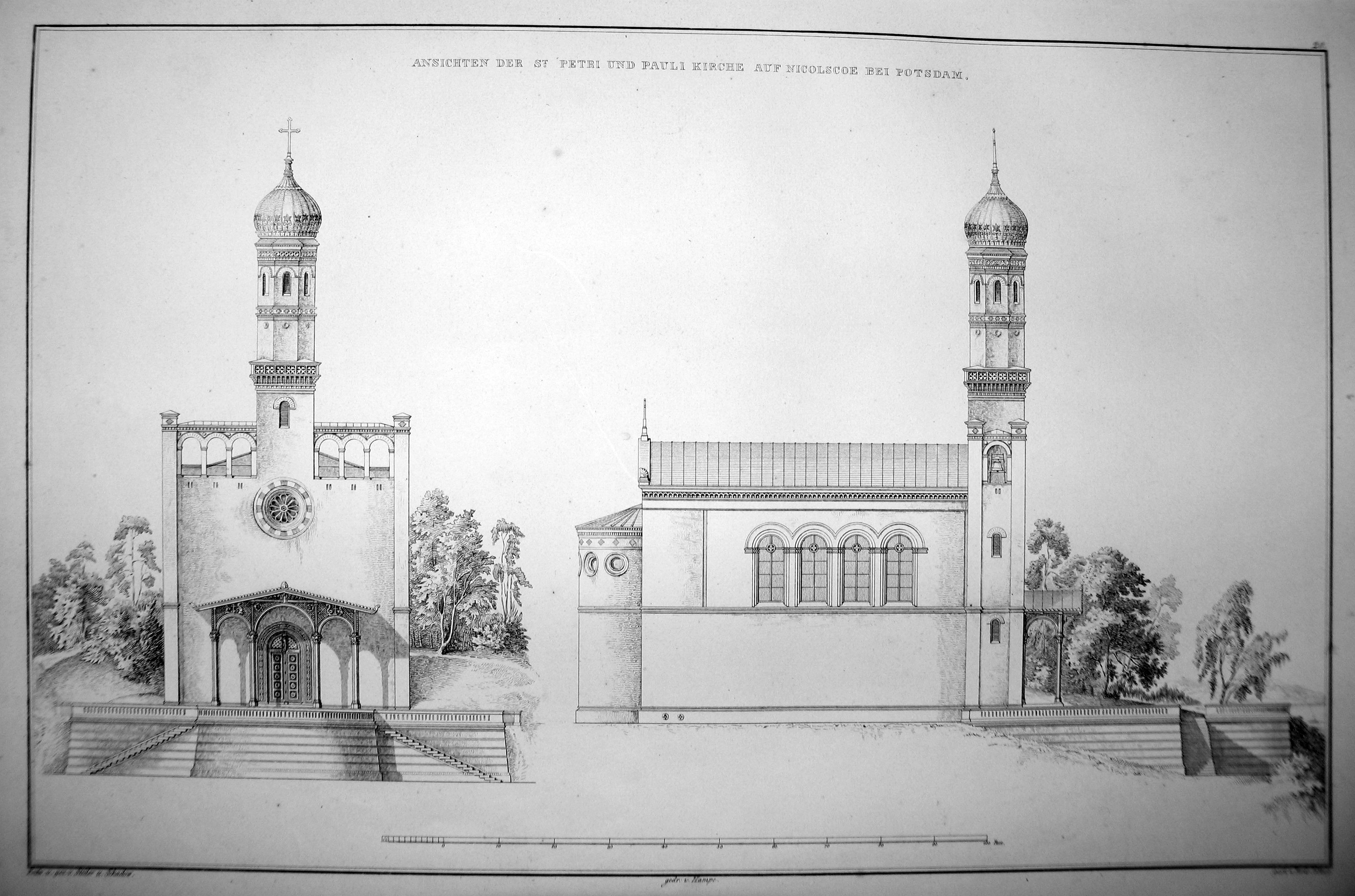
Aufrisse mit Zwiebelturm, Veröffentlichung: Architektonisches Album, 1839
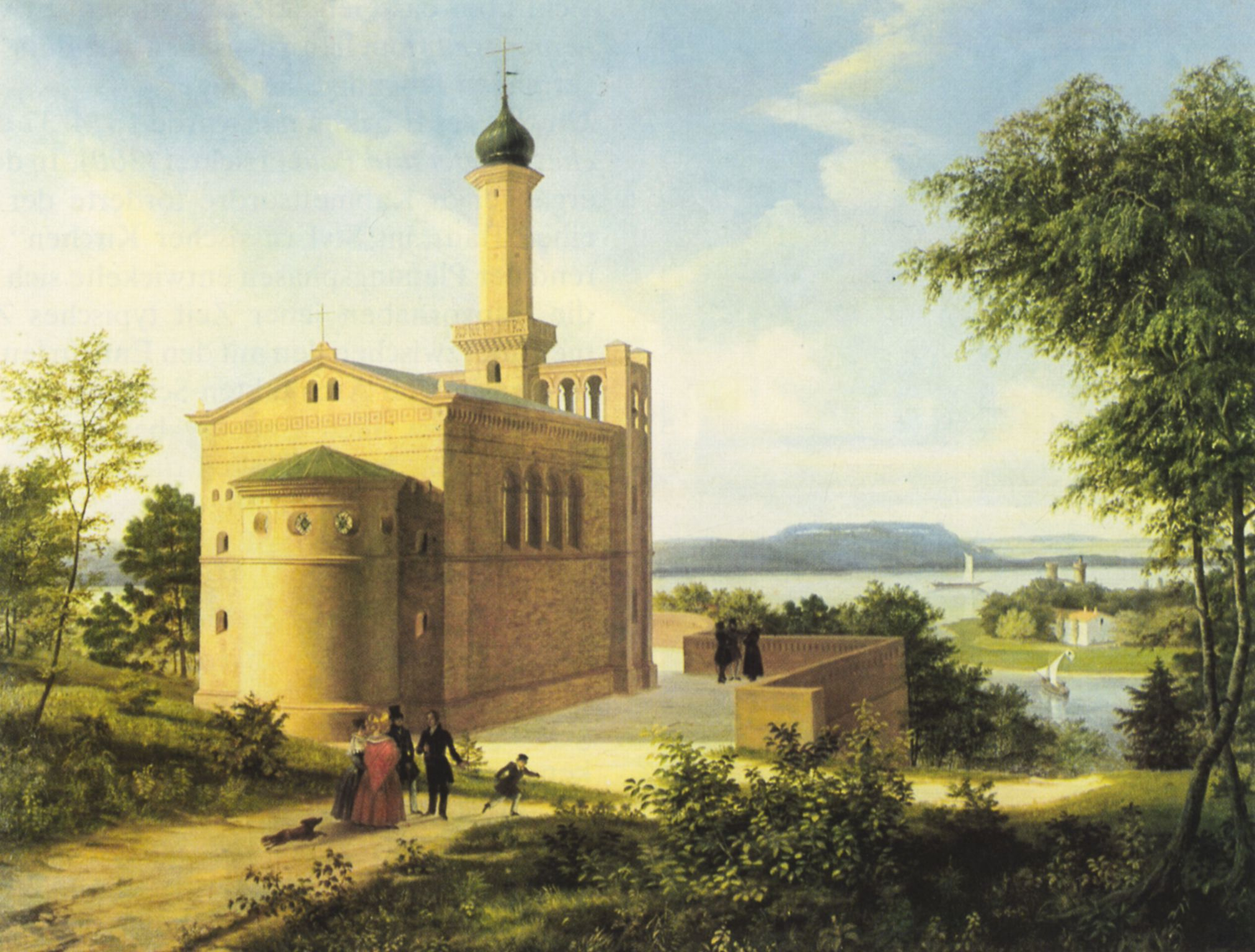
Blick von Nikolskoe auf die Pfaueninsel, Maximilian Roch, um 1850
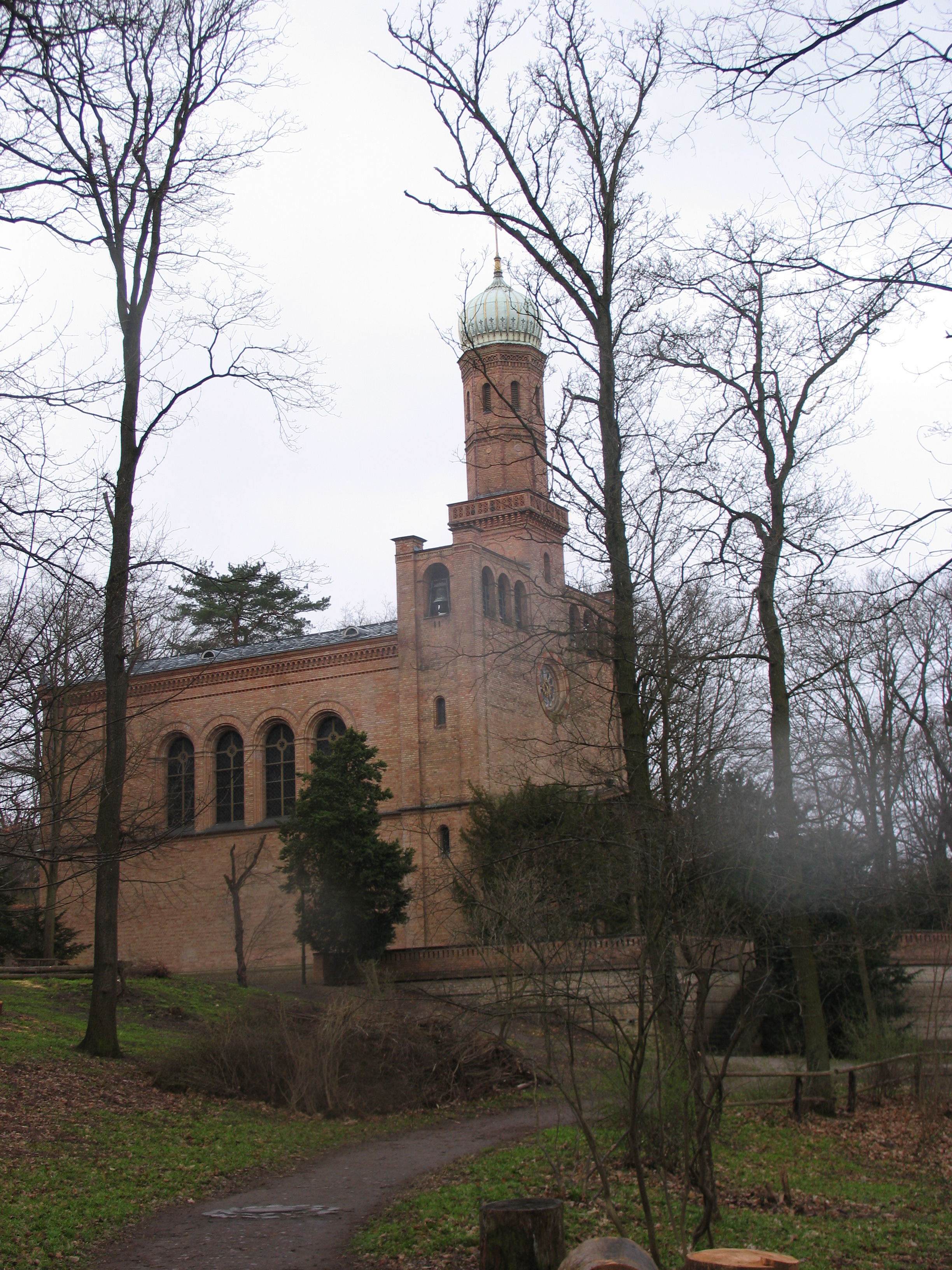
Blick auf die Eingangsseite

### Glocken und Glockenspiel
Die Kirche erhielt zur Einweihung zwei Glocken, sie waren ja der eigentliche Anlass für den Bau der Kirche im Wald. Die beiden Glocken hingen in den Außenachsen der Loggien. Während die linke Glocke erhalten ist, wurde die rechte Opfer der Buntmetallsammlung für den Ersten Weltkrieg. 1966 wurden zwei größere Bronzeglocken gegossen. Dahinter stand der Gedanke, gewissermaßen über die Berliner Mauer hinweg akustisch in Verbindung zu stehen.
Das berühmte Glockenspiel der Potsdamer Garnisonkirche, neben dem Berliner Parochialturmglockenspiel einzige Carillon im Berliner Raum, war wie das Berliner im Zweiten Weltkrieg zerstört worden. In St. Peter und Paul erwachte der Gedanke, das Glockenspiel wenigstens als Tonkonserve erklingen zu lassen. Alfred Braun besorgte eine entsprechende Aufnahme und so wurde mittels einer seinerzeit modernen Lautsprecheranlage Melodien wie Üb’ immer Treu und Redlichkeit über die Havellandschaft geschallt.
Diese Tonbandaufnahme wurde schon damals als nicht angemessen empfunden. Doch ließ das 1965 eingeholte Angebot über ein modernes Glockenspiel mit Kosten von über 100.000 Mark (kaufkraftbereinigt in heutiger Währung: rund 243.000 Euro) eine Realisierung als unmöglich erscheinen. Die Tonbandaufnahme wurde daher – technisch nachgerüstet – weitere zwei Jahrzehnte gespielt.
Im Jahr 1984 konnte ein neues Finanzierungsmodell für ein entsprechendes Glockenspiel entworfen werden, das sich hälftig auf Spenden und Lottomittel stützte. Die Kosten hatten sich erstaunlicherweise seit 1965 nicht erhöht. 1985 wurden die Glocken in den Niederlanden gegossen und nach dem komplizierten Einbau in die linke Loggia wurde das Glockenspiel am 1. Advent 1985 eingeweiht. Da zu diesem Zeitpunkt noch kein Carillon am Tiergarten existierte und der Französische Dom kein solches besaß, war das öffentliche Interesse damals sehr groß.

### Geschichte seit 1837
Neben ihrer Funktion als Gemeindekirche diente St. Peter und Paul seit ihrer Weihe dem Prinzenpaar von Klein-Glienicke als eine Art Hofkapelle. Dies hatte dahingehend persönlichen Bezug, als dass Prinz Carl am 29. Juni, dem Peter und Pauls-Tag Geburtstag hatte. Während der Sommersaison besuchten die Herrschaften regelmäßig sonntags den Gottesdienst und nach dem Tod des Königs 1840 fühlten sie sich als Patrone der Kirche.
Nach dem Tod der Prinzessin Marie 1877 ließ Prinz Carl nach Entwurf von Reinhold Persius durch Franz Haeberlin eine Gruft unter der Kirche bauen, die einen kleinen Zugangsbau mit Rundbogenportal von der  Westseite besaß. In der stichkappengewölbten Gruft wurde 1877 Prinzessin Marie, 1883 Prinz Carl und 1885 beider Sohn Prinz Friedrich Karl beigesetzt. 1901 folgte Friedrich Karls Schwester Luise, 1906 seine Ehefrau Maria Anna.
Diese Gruft ist infolge der Plünderung nach dem Zweiten Weltkrieg und mehrfachen Einbrüchen 1955 vermauert worden, die Gitter sind aber noch im Kirchenfußboden sichtbar. Aus der Gruft stammen die beiden vergoldeten Kandelaber, die heute seitlich des Altars aufgestellt sind. Außen an der Kirche befindet sich anstelle des Eingangsbaus der Gruft seit 1955 der schlichte Anbau der Küsterei (Kirchenbüro). Seitdem 1881 die Kapelle in Klein-Glienicke eingeweiht worden war, brachen den Gottesdiensten in St. Peter und Paul wesentliche Besuchergruppen weg. Die Motorisierung brachte nach dem Ersten Weltkrieg vermehrt Ausflügler nach Nikolskoe. Auf sie richtete sich nunmehr das Augenmerk der Pfarrer: 1931 wurde der erste Ausflügler-Gottesdienst veranstaltet, 1932 das erste Ausflügler-Kirchenkonzert.
Heute sind die evangelischen Bewohner der Pfaueninsel in der evangelischen Kirchengemeinde Berlin-Wannsee mit ihren beiden Kirchen eingepfarrt, die evangelischen Bewohner vom Potsdamer Ortsteil Klein-Glienicke werden von Babelsberg aus seelsorgerisch versorgt. St. Peter und Paul ist dagegen gänzlich zur „Ausflüglerkirche“ geworden, die von Gliedern anderer Kirchengemeinden gerne für Hochzeiten und Taufen genutzt wird.

## Freischule und Pfarrhaus

### Schulhaus
Die Freischule war Teil eines von der Regierung im Auftrage des Königs finanzierten Kleinensembles, das aus Schule und Pfarrhaus bestand. Beide Bauten wurden von Albert Dietrich Schadow entworfen und dienten sowohl den Bewohnern von Klein-Glienicke als auch der Pfaueninsel. Während Kirche und Schule gewissermaßen auf halber Wegstrecke zwischen den Orten auf Nikolskoe errichtet wurden, wurde das Pfarrhaus im Dorf Klein-Glienicke erbaut, sodass die Dorfbewohner bei extremer Witterung den Gottesdienst im Pfarrhaus feiern konnten.
Die Freischule wurde als dreiteiliger hellroter Sichtziegelbau in Form einer italianisierender fabbrica an der Chaussee zur Pfaueninsel errichtet und setzte damit einen stilistisch südlich anmutenden Akzent in der Potsdamer Parklandschaft.
Der Lehrer auf Nikolskoe hatte die Aufgaben eines Küsters zu übernehmen, so trug er beispielsweise die Verantwortung für die Turmuhr und das Läuten.
Nachdem die letzten fünf Schüler in die Obhut der Wannseer Conrad-Schule überführt worden waren, wurde die Freischule 1931 zum Forsthaus umgewidmet. Seit längerem dient das denkmalpflegerisch wiederhergestellte Haus als Wohnhaus.

### Pfarrhaus
Das Pfarrhaus in der Dorfstraße in Klein-Glienicke (später: Karlstraße 4, heute: Wilhelm Leuschner-Straße 4) war von Schadow stilistisch ähnlich gestaltet worden. Es ist zwar nur eingeschossig, aber durch segmentbogig geschlossene Fenster ausgezeichnet.

## Friedhof Nikolskoe – St. Peter und Paul

### Anlage

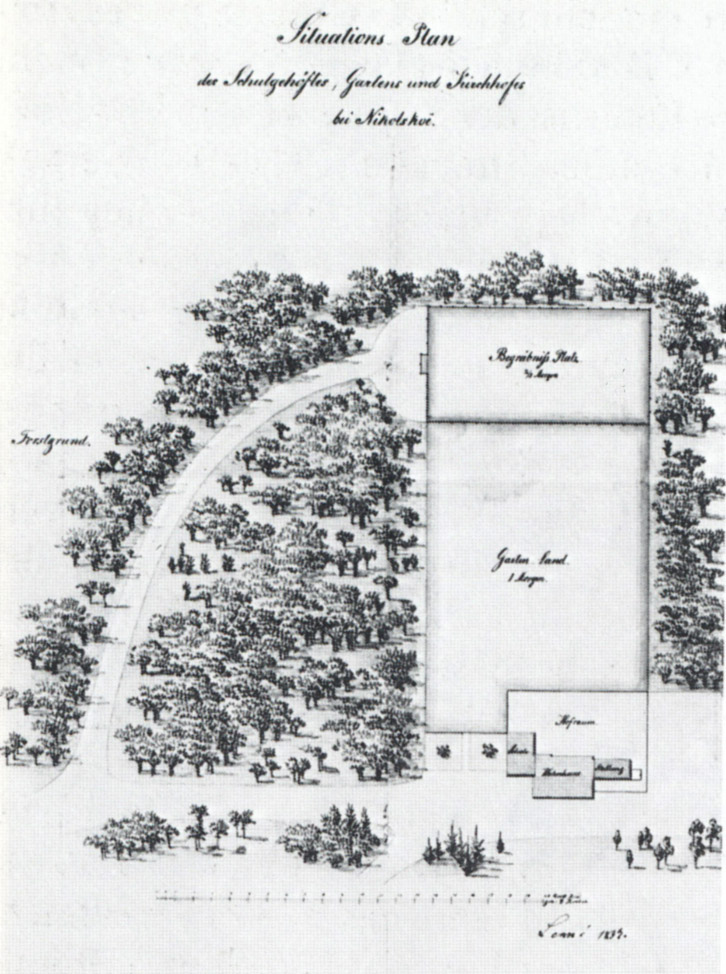
Lageskizze des Friedhofs mit dem nicht ausgeführten geschwungenen Zufahrtsweg, Gustav Kloeber nach Lenné, 1837

Einige Monate nach der Weihe von St. Peter und Paul wurde der Friedhof der Pfaueninsel hinter dem Schulgrundstück angelegt. Es ist eine einfache rechteckige Anlage von 72 Quadratruten (1021 m²), die durch ein Wegekreuz erschlossen wurde. Eingeweiht wurde er durch das traurige Ereignis einer Kleinkindbeerdigung, der des eineinhalbjährigen Sohns des Schlossknechtes Mewes im Dezember.
Es handelt sich um eine rechteckige Anlage die durch ein Wegekreuz erschlossen wird. Im Zentrum wurde ein Linden-Solitär gepflanzt. 1945 wurde die Anlage verwüstet und anschließend nur notdürftig instand gesetzt. Die bescheidene Anlage ist kürzlich von der Gartendenkmalpflege instand gesetzt worden und untersteht der Forstverwaltung. Das Anrecht, auf dem Friedhof beigesetzt zu werden, erlangt man noch heute durch 25-jähriges Wohnen auf der Pfaueninsel.

### Bestattete Personen
Die Pfaueninsel symbolisierte seit der Zeit Friedrich Wilhelms II. ein exotisches Eiland. So war im nördlichen Turm des „Schlosses“ ein „Othaheitisches Cabinett“ eingerichtet worden, das eine Schilfhütte auf Tahiti simulieren sollte. Entsprechend war man zunächst auf die Idee einer Menagerie aus exotischen Tieren gekommen und ergänzte diese durch „exotische“ Menschen, wie „Zwerge“, „Riesen“ und dunkelhäutige Menschen. Diese fanden zwischen den „normalen“ Bediensteten der Insel hier ihre letzte Ruhestätte.

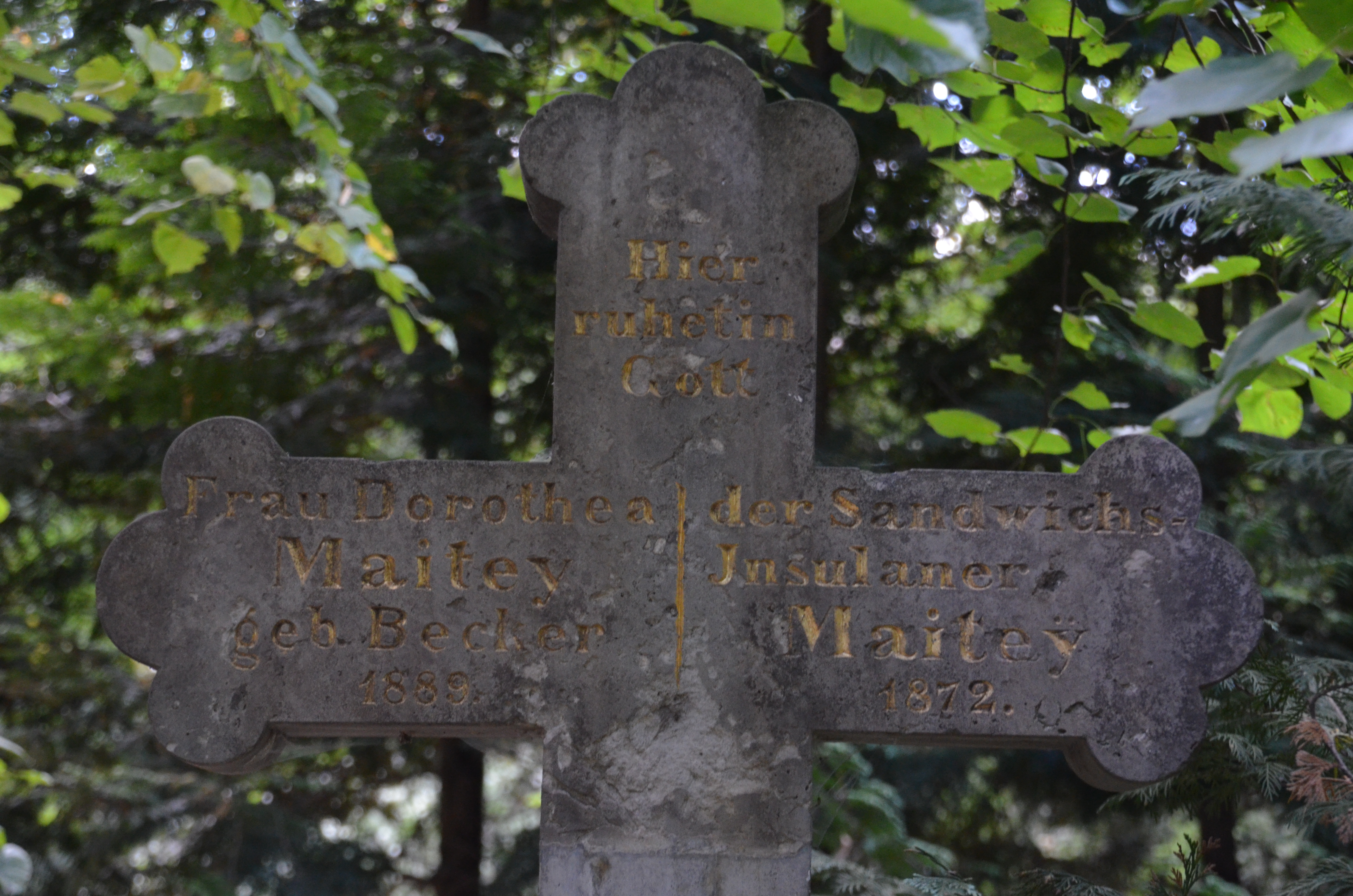
Grab von Harry Maitey: Inschrift für ihn selbst und seine Frau

Das prominenteste Grab ist das mit der dem Sandwichs-Insulaner Maiteÿ gewidmeten Inschrift. Harry Maitey war 1824 als erster Hawaiier nach Preußen gekommen und ab August 1830 Assistent des Maschinenmeisters Franciscus Joseph Friedrich (1790–1873) auf der Pfaueninsel.
Friedrich, der von Fontane im Pfaueninselkapitel der Wanderungen durch die Mark Brandenburg ausführlich gewürdigt worden ist, war als Betreiber der ersten großen Dampfmaschine in den königlichen Gärten ein bedeutender Ingenieur. Mit seinen 83 Lebensjahren war er einer der jüngeren Bestatteten auf dem Pfaueninsel-Friedhof.
Im gleichen Alter starb Reinhard Rösner, der zunächst als Gärtnergehilfe zehn Jahre lang das Palmenhaus auf der Insel betreute und bei dessen Brand 1880 fast ums Leben gekommen wäre. Rösner war, als er 1933 starb, 63 Jahre auf der Insel tätig gewesen. Hugo Neubert hat als Reviergärtner 73 Jahre seines Lebens der Pfaueninsel gewidmet. Er starb am 24. Mai 1983 an seinem 97. Geburtstag.
Der künstlerisch bedeutendste Gärtner, der auf dem Friedhof bestattet wurde, war Gustav Adolph Fintelmann, der 1871 gewissermaßen im Gärtner-Jünglingsalter von 68 Jahren starb. Ihm verdankt die Potsdamer Parklandschaft neben der Pflege älterer Anlagen die künstlerische Weiterentwicklung gartenkünstlerischer Raffinessen.

## Landschaftsgärtnerische Anlagen

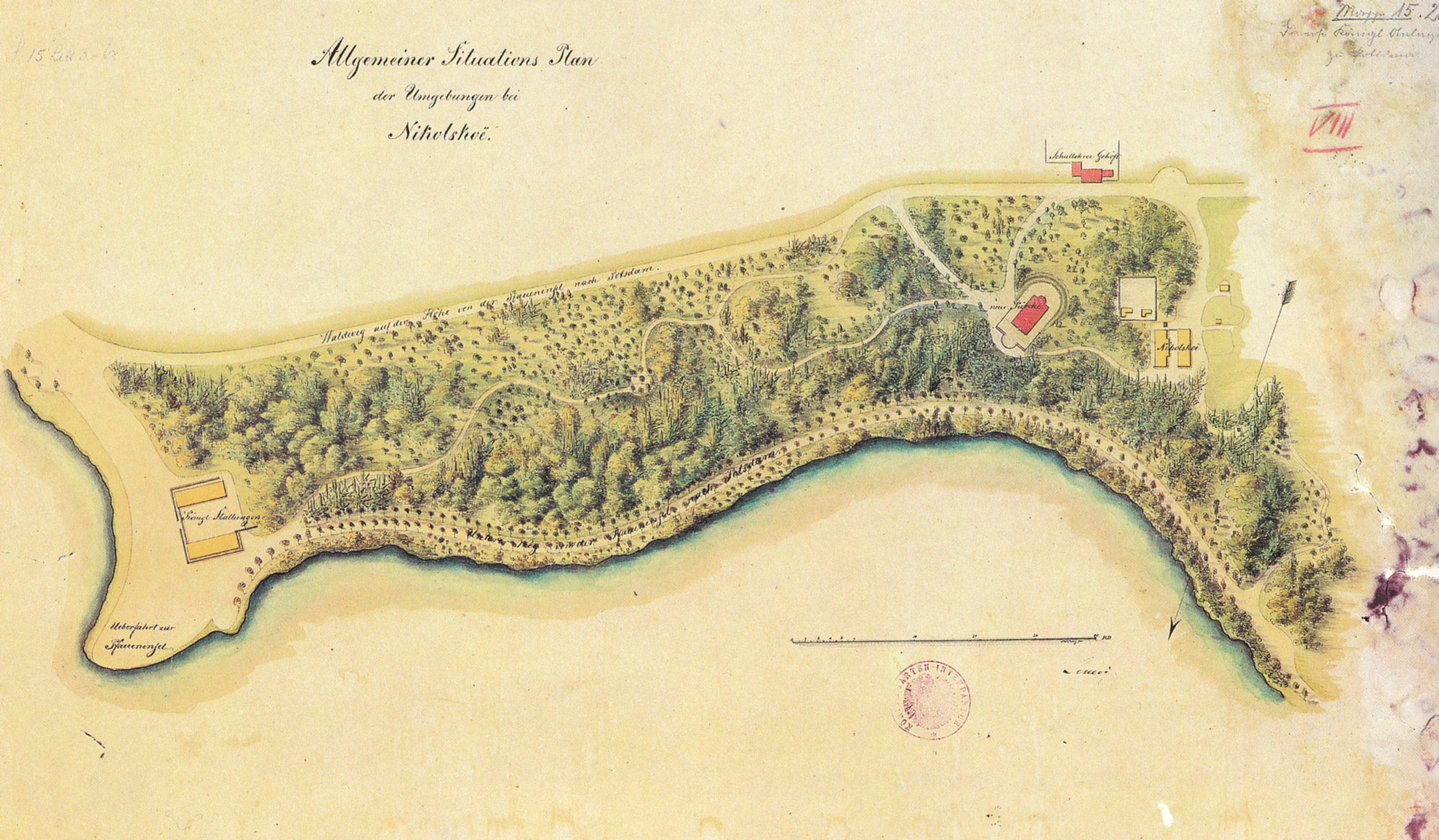
Lageplan der ausgeführten Anlagen, Lenné, 1837

Die Umgebung des Bauplatzes der Kirche bestand aus forstwirtschaftlich genutztem Wald. Dieser wurde als Teil der sich entwickelnden Potsdamer Parklandschaft durch Auslichtungen und Zwischenpflanzungen parkähnlich ausgeschmückt. Die Planungen erfolgten durch Peter Joseph Lenné und wurden wohl von den Gärtnern der Pfaueninsel umgesetzt. Die gärtnerische Pflege wurde bis Anfang des 20. Jahrhunderts künstlerisch fortgeführt und erfolgte zuletzt durch Fritz Weigoldt von der Pfaueninsel. Dann verwilderten die Anlagen und wurden nur noch forstmäßig unterhalten. Seit den 1980er Jahren wurde begonnen, die Lennéschen Planungen sukzessive wieder umzusetzen.
Zu den Ausschmückungen gehörten die Anlage von Chausseen, also den Fahrstraßen am Ufer, dem heutigen Nikolskoer Weg, der Moorlakestraße und der Pfaueninselchaussee.

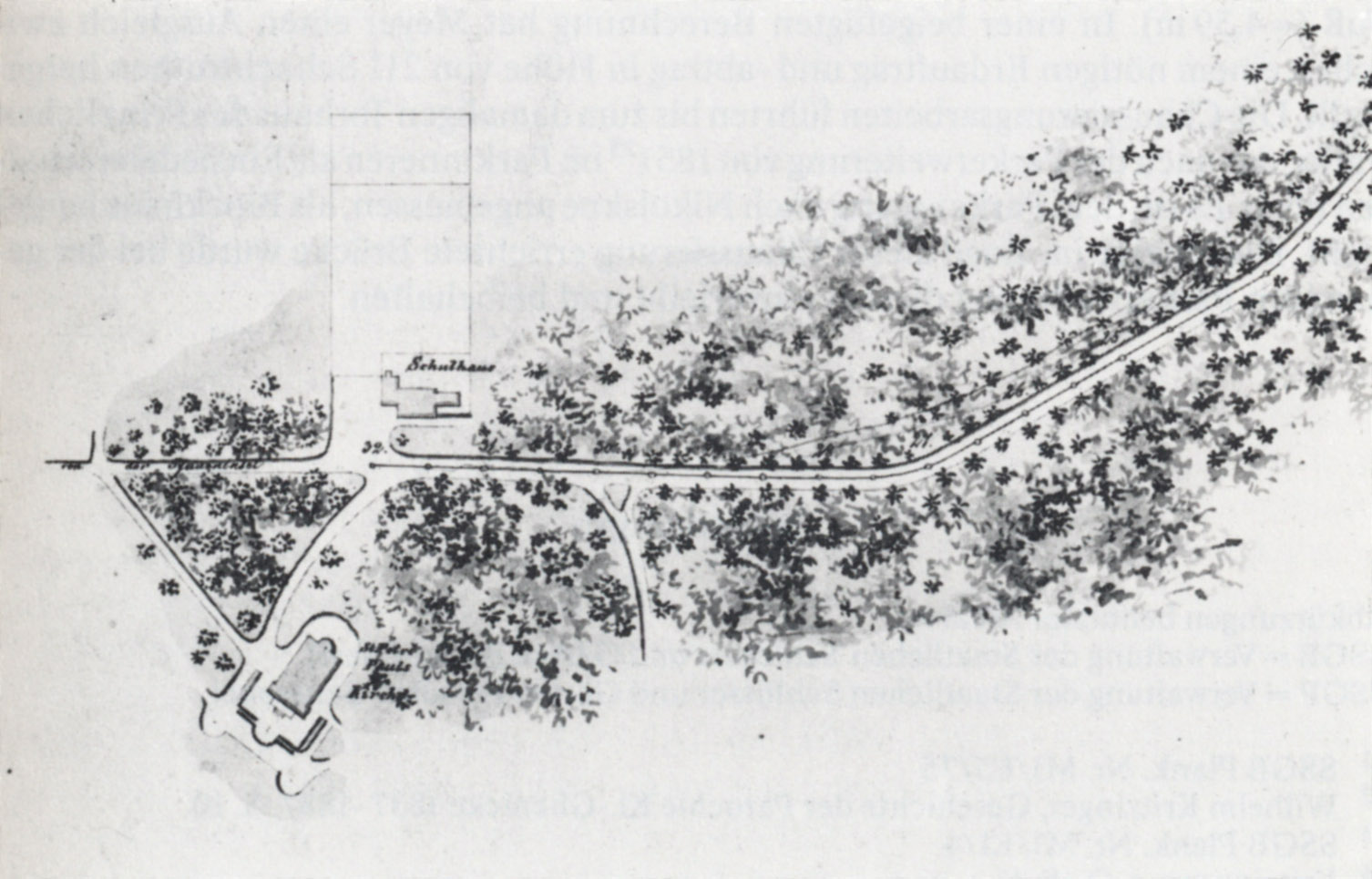
Situationsplan des Nikolskoer Weges, Gustav Meyer, 1848